# فرودگاه آبشار کاکابکا
فرودگاه آبشار کاکابکا (به انگلیسی: Kakabeka Falls Airport) یک فرودگاه همگانی است که یک باند فرود چمن و برف دارد و طول باند آن ۶۴۶ متر است. این فرودگاه در کشور کانادا قرار دارد و در ارتفاع ۳۰۵ متری از سطح دریا واقع شده است.